# لاديسلاف كريتشي (لاعب كرة قدم)
لاديسلاف كريتشي (بالتشيكية: Ladislav Krejčí)‏ هو لاعب كرة قدم تشيكي في مركز الوسط، ولد في 20 أبريل 1999 في Rosice ‏ في جمهورية التشيك. لعب مع زبرويوفكا برنو وسبارتا براغ.

## وصلات خارجية
- لاديسلاف كريتشي (لاعب كرة قدم) على موقع الاتحاد الأوربي (الإنجليزية)
- لاديسلاف كريتشي (لاعب كرة قدم) على موقع الاتحاد التشيكي (الإنجليزية)
- لاديسلاف كريتشي (لاعب كرة قدم) على موقع قاعدة بيانات كرة القدم.إي يو (الإنجليزية)
- لاديسلاف كريتشي (لاعب كرة قدم) على موقع ناشيونال فوتبول تيمز (الإنجليزية)
- لاديسلاف كريتشي (لاعب كرة قدم) على موقع Soccerway.com (الإنجليزية)